# Thomas Sbampato
Thomas Sbampato (* 12. Februar 1962 in Zürich) ist ein Schweizer Fotograf und Autor.

## Werdegang
Sbampato ist Fotograf, Buchautor und Reisejournalist mit dem Schwerpunkt Zusammenleben von Mensch und Natur. Seit 2009 hält er außerdem Vorträge in Schulen, in denen er bei Kindern und Jugendlichen für einen schonenden Umgang der mit der Umwelt sowie für Akzeptanz und Lebensraumerhaltung für die Tierwelt wirbt.
Thomas Sbampato lebt in Zürich und ist verheiratet.

## Publikationen
- Nanooks Traum – Abenteuer eines Schlittenhundes. Weltsichten Verlag, ISBN 978-3-9349-9605-2
- Mit Petra Ketelsen: Kanada & Alaska. Stürtz Verlag, ISBN 978-3-8003-1893-3
- Mein großes Buch der Bären. Mit Texten von Petra Ketelsen. Knesebeck Verlag, München 2008, ISBN 978-3-89660-567-2
- Kanada – Vom Atlantik zum Pazifik. Stürtz Verlag, Würzburg 2012, ISBN 978-3-8003-4608-0
- Besuch im Zoo. Haupt Verlag, Bern 2015, ISBN 978-3-258-07881-6
- Kanada und Alaska. Auf der Suche nach Freiheit und Abenteuer. Stürtz Verlag, Würzburg 2016, ISBN 978-3-8003-4859-6
- Wildnis Afrika. Stürtz Verlag, ISBN 978-3-8003-4631-8
- Namibia Botswana. Wildnis Afrika. Stürtz Verlag, Würzburg 2019, ISBN 978-3-8003-4880-0